# Schicksals-Sinfonie
Schicksals-Sinfonie (Originaltitel: The Magnificent Rebel) ist eine US-amerikanische Filmbiografie über Ludwig van Beethoven aus der Disney-Produktion. Unter der Regie von Georg Tressler spielt Karlheinz Böhm den deutschen Komponisten.

## Handlung
Gleich einem bunt bebilderten Buch werden die einzelnen künstlerischen Lebensstationen Ludwig van Beethovens nachgezeichnet.
1792 reist der gebürtige Bonner nach Wien, nimmt dort seine Kompositionsstudien bei Joseph Haydn auf und schlägt ein Angebot des mächtigen, reichen Fürst Lichnowsky aus, unter seinem Mäzenatentum zu wirken. Es folgt Beethovens künstlerischer Aufstieg, die Liebe zu einer Klavierschülerin, der schönen Gräfin Giulietta Guicciardi, erfüllt sich nicht. Dann schlägt das Schicksal zu, und Beethoven wird von zunehmender Taubheit geschlagen, die den Künstler allmählich um den Verstand zu bringen droht.

## Produktionsnotizen
Die Dreharbeiten zu Schicksals-Sinfonie begannen am 11. April 1960 in Wien und wurden Ende Juni desselben Jahres abgeschlossen. Die Uraufführung erfolgte am 2. November 1961 in Frankfurt am Main, die Wiener Erstaufführung am 1. Dezember desselben Jahres. In den USA wurde The Magnificent Rebel im Rahmen der Reihe Disney-Land am 18. und 25. November 1962 als Fernsehzweiteiler ausgestrahlt.
Peter V. Herald hatte für die Disney Co. die Herstellungsleitung. Unter den vier Aufnahmeleitern befand sich auch Willy Egger. Die Filmbauten entwarf das Ehepaar Werner Schlichting und Isabella Ploberger. Die Kostüme entwarf Leo Bei. Die musikalische Leitung hatte Frederick Stark. Herbert Fux spielte hier seine erste Sprechrolle.

## Hintergrund
Beethoven-Darsteller Böhm, der unmittelbar zuvor in England den Psychothriller Augen der Angst abgedreht hatte und, wie Regisseur Michael Powell, für diese später von Cineasten hoch gelobte Arbeit im Frühjahr 1960 seitens der Kritik scharf attackiert worden war, nahm diese Rolle in erster Linie aus Gründen der Imagerettung an. In Kay Wenigers Das große Personenlexikon des Films heißt es dazu in Böhms Biografie: Augen der Angst „erfuhr vernichtende Kritiken und zerstörte Böhms Karriere beinah, die er anschließend mit Heile-Welt-Rollen (Beethoven in "Schicksals-Sinfonie", herzensguter Pfarrer in "Der Gauner und der liebe Gott", Jakob Grimm in "Die Wunderwelt der Gebrüder Grimm") zu retten versuchte.“

## Kritiken
„Kommerzieller Höhe- und künstlerischer Tiefpunkt der Karriere Tresslers wurde die Zusammenarbeit mit Walt Disney bei THE MAGNIFICENT REBEL, einer Verfilmung des Lebens von Ludwig van Beethoven. Mit einem wild grimassierenden Karlheinz Böhm in der Titelrolle wurde der Film zu einer Anhäufung aller nur denkbaren Klischees zum Thema ‘Genie und Taubheit‘, die nur von Ferne noch mit Beethoven zu tun hatten und bestenfalls ein amerikanisches Publikum ohne Vorkenntnisse befriedigen, in Europa aber nur Gelächter hervorrufen konnte.“

Paimann’s Filmlisten resümierte: „Wenn man von überreicher Inanspruchnahme poetischer Lizenzen und musikalischer Freiheiten absieht, herrscht das Bestreben vor, Beethoven … und seine Musik … weiteren Kreisen näherzubringen.“

„Das Leben Beethovens in einer naiv-unbekümmerten Verfilmung. Der sorglose Umgang sowohl mit der Geschichte als auch mit den Werken Beethovens dürfte manchem Musikfreund Qualen bereiten.“

Der Movie & Video Guide schrieb: „Böhm gibt einen intensiven Beethoven in diesem ziemlich ernsten Disney-Film, ganz und gar nichts für Kinder. Große Musiksequenzen und sehr gute Deutschland-Außenaufnahmen, wenngleich der romantische Blickwinkel der Geschichte niemals so richtig Aufmerksamkeit erlangt.“
Halliwell‘s Film Guide befand: „Solide Disney-Biografie“.

„"Unbedarfte Walt-Disney-Produktion."“